# الطفل والقراءة الجيدة (كتاب)
الطفل والقراءة الجيدة كتاب صغير جميل يتناول موضوعا هاما جدا، إذ يتحدث عن الطرق التي تعين النشء على قراءة أحسن ومعروف أن القراءة الأحسن فيها سرعة وفهم ودقة وأداء وتذوق. أما قصر القراءة على التفوه بالمكتوب فحسب، فإنه يجعل منها موضوعا آخر.
ويتناول الكتاب تعلم القراءة في المرحلة الأولى ثم يتناول القراءة في المراحل التالية حتى ينضج الناشئ كقارئ يقرأ للتعلم والتسلية وملء وقت الفراغ. ثم يتناول الكتاب مشكلات القراءة وصعوباتها كالبطء والتقطيع وعدم إدراك أشكال بعينها وغير ذلك، ثم يبين الكتاب أساليب معالجة هذه الصعوبات.
الكتاب ضمن سلسلة (كيف نفهم الأطفال) وهي سلسلة دراسات سيكولوجية. وهو من تأليف الأستاذ الدكتور بول ويتي، وترجمة الأستاذ سامي ناشد. وإشراف وتقديم الدكتور عبد العزيز القوصي. عدد صفحات الكتاب (118) صفحة ويحتوي على الموضيع التالية:
- مقدمة بقلم الدكتور عبد العزيز القوصي.
- في شتى أنحاء العالم يهتم الآباء والمعلمون بالقراءة لدى أطفالهم.
- القراءة قبل أن تبدأ.
- القراءة في الصفوف الابتدائية.
- القراءة وتلميذ المدرسة الثانوية.
- عندما يكون ثمة عيوب في القراءة.
- توجيه ميول التلاميذ نحو القراءة.

نشرت الطبعة الأول منه عام 1958م والطبعة الثانية عام 1965م بالاشتراك مع مؤسسة فرانكلين للطباعة والنشر وملتزم النشر والطبع مكتبة النهضة المصرية.